# Felsőpakony
Felsőpakony är en ort i Ungern.   Den ligger i provinsen Pest, i den centrala delen av landet, 23 km sydost om huvudstaden Budapest. Felsőpakony ligger 108 meter över havet och antalet invånare är 3 040.
Terrängen runt Felsőpakony är mycket platt. Runt Felsőpakony är det ganska tätbefolkat, med 96 invånare per kvadratkilometer. Närmaste större samhälle är Budapest XVIII. kerület, 12,1 km norr om Felsőpakony. Omgivningarna runt Felsőpakony är en mosaik av jordbruksmark och naturlig växtlighet.